# Tennistoernooi van Rosmalen 2006
Het tennistoernooi van Rosmalen van 2006 werd van 18 tot en met 24 juni 2006 gespeeld op de grasbanen van het Autotron Expodome in de Nederlandse plaats Rosmalen, onderdeel van de gemeente 's-Hertogenbosch. De officiële naam van het toernooi was Ordina Open.
Het toernooi bestond uit twee delen:
- WTA-toernooi van Rosmalen 2006, het toernooi voor de vrouwen
- ATP-toernooi van Rosmalen 2006, het toernooi voor de mannen

ATP-toernooi van Rosmalen – WTA-toernooi van Rosmalen

1996 · 1997 · 1998 · 1999 · 2000 · 2001 · 2002 · 2003 · 2004 · 2005 · 2006 · 2007 · 2008 · 2009 · 2010 · 2011 · 2012 · 2013 · 2014 · 2015 · 2016 · 2017 · 2018 · 2019 · 2020-2021 · 2022 · 2023 · 2024